# محمد قلي بيغلو
محمد قلي بيغلو (بالإنجليزية: Mohammad Qoli Beyglu)‏ هي human-geographic territorial entity تقع في أردبيل في إيران. يقدر عدد سكانها بـ 54 نسمة .